# Nowosiołowka (rejon biełowski)
Nowosiołowka (ros. Новосёловка) – wieś (ros. деревня, trb. dieriewnia) w zachodniej Rosji, w sielsowiecie dołgobudskim rejonu biełowskiego w obwodzie kurskim.

## Geografia
Miejscowość jest położona w pobliżu ruczaju Dołgij, 1,5 km od centrum administracyjnego sielsowietu dołgobudskiego Dołgije Budy, 14 km od centrum administracyjnego rejonu Biełaja, 69 km od Kurska.
W granicach miejscowości znajduje się 19 posesji.

## Demografia
W 2010 r. miejscowość zamieszkiwało 15 osób.